# Fire Emblem: Shadow Dragon and the Blade of Light
Fire Emblem: Shadow Dragon and the Blade of Light (jap. ファイアーエムブレム 暗黒竜と光の剣, Faiā Emuburemu: Ankoku Ryū to Hikari no Tsurugi, auf Deutsch wörtlich: Fire Emblem: Der Drache der Dunkelheit und das Schwert des Lichts) ist ein Strategie-Rollenspiel für den Famicom, das am 20. April 1990 in Japan erschienen ist. Das Spiel wurde von Intelligent Systems mit Unterstützung durch Nintendo R&D1 entwickelt und von Nintendo veröffentlicht. Es ist das erste Spiel der Fire-Emblem-Reihe.

## Spielprinzip
Fire Emblem: Shadow Dragon and the Blade of Light ist ein Strategie-Rollenspiel und das erste Spiel der Fire-Emblem-Reihe. Das Spiel besteht aus 25 Schlachten und besitzt über 50 spielbare Charaktere. Da es das erste Spiel der Reihe ist, existieren einige Spielmechaniken, für die die Fire-Emblem-Reihe bekannt ist, noch nicht. So gibt es in Fire Emblem: Shadow Dragon and the Blade of Light noch nicht das Waffendreieck, ein Schere-Stein-Papier-System der Waffen. Andere Mechaniken existieren aber bereits. So erhält ein spielbarer Charakter durch Kämpfe gegen feindliche Einheiten Erfahrungspunkte. Nach 100 gesammelten Erfahrungspunkten steigt der Level der eigenen Einheit und sie erhält einen Bonus auf zufällige Statuswerte. Auch existiert bereits das Permadeath-System der Fire-Emblem-Reihe. Sinken die Gesundheitspunkte einer Einheit auf Null, so stirbt die Einheit und ist in weiteren Schlachten nicht mehr verfügbar. Stirbt der Protagonist Marth, so hat der Spieler die Schlacht verloren und muss die Schlacht von vorne beginnen.

## Handlung
Fire Emblem: Shadow Dragon and the Blade of Light spielt auf dem Kontinenten Akaneia. 100 Jahre vor Beginn der Handlung wurde der Kontinent vom Imperium Doluna und dem Drachen Medeus erobert. Ein Mann aus dem Land Altea namens Anri konnte mithilfe des Schwertes Falchion Medeus und seine Armee besiegen und Akaneia wiederaufbauen.
Medeus ist jedoch vom Zauberer Gharnef wiederbelebt worden und will den Kontinenten erneut erobern. König Cornelius von Altea greift das Falchion, um Medeus zu besiegen. Dabei wird Cornelius getötet und das Falchion gestohlen. Sein Sohn Marth flieht auf die verbündete Inselnation Talys. Dort bereitet er sich zusammen mit Prinzessin Shiida von Talys vor, Akaneia zurückzuerobern.

## Entwicklung
Fire Emblem: Shadow Dragon and the Blade of Light wurde von Intelligent Systems mit Unterstützung durch Nintendo R&D1 entwickelt. Nachdem Intelligent Systems bereits mehrere Spiele wie Metroid oder Famicom Wars zusammen mit Nintendo R&D1 entwickelt hatte, war Fire Emblem: Shadow Dragon and the Blade of Light das erste Projekt, in dem Intelligent Systems selbst über das Spielprinzip und die Grafik des Spiels entschied. Dennoch unterstützte Nintendo R&D1 das Projekt mit vier Entwicklern. Produzent des Spiels war Gunpei Yokoi und Keisuke Terasaki war Director des Spiels, während Shōzō Kaga die Handlung konzipierte. Die Musik des Spiels wurde von Yuka Tsujiyoko komponiert. Ursprünglich war das Spiel als ein Dōjin-Spiel gedacht, das nicht im Handel verkauft werden sollte.
Außerhalb Japans ist eine NES-Version des Spiels nicht erschienen. Im Jahr 1989 lokalisierte Nintendo of America das Videospiel Dragon Warrior (heute bekannt unter dem Namen Dragon Quest) ins Englische. Da Dragon Warrior aber zu Beginn ein Flop war und Fire Emblem: Shadow Dragon and the Blade of Light ein ähnliches Spielprinzip hatte, entschied Nintendo sich dagegen, das Spiel für das NES zu veröffentlichen.

## Veröffentlichung
Das Spiel ist am 20. April 1990 in Japan für den Famicom erschienen. Für das japanische Virtual-Console-Programm der Wii, des Nintendo 3DS und der Wii U erschienen Emulationen der Famicom-Version. Am 20. Oktober 2009 erschien die Emulation für die Wii, die Nintendo-3DS-Version erschien am 1. August 2012 und die Wii-U-Version am 4. Juni 2014. Außerdem erschien eine Emulation für japanische Nutzer des Nintendo-Switch-Online-Services der Nintendo Switch. Diese Version erschien am 13. März 2019. Wie für andere NES- oder Famicom-Spiele auch veröffentlichte Nintendo auch für Fire Emblem: Shadow Dragon and the Blade of Light eine Spezialversion; zwei Spezialversionen erschienen am 20. April 2020 für Nintendo Switch Online in Japan.
Am 22. Oktober 2020 gab Nintendo bekannt, dass sie Fire Emblem: Shadow Dragon and the Blade of Light als ins Englische lokalisierte Version für die Nintendo Switch herausgeben werden. Das Spiel wird am 4. Dezember 2020 weltweit auf dem Nintendo eShop der Nintendo Switch erscheinen und ist bis zum 31. März 2021 erwerbbar. Für Nordamerika wurde eine 30th Anniversary Edition für den Handel angekündigt, die zusätzlich zu einem Downloadcode für das Spiel unter anderem ein Artbook enthält. Die Nintendo-Switch-Version ist inhaltlich und grafisch mit der Famicom-Version identisch, enthält aber zusätzliche Funktionen wie mehrere Spielstände oder eine Rückspulfunktion.

## Remake
Für den Nintendo DS wurde ein Remake von Fire Emblem: Shadow Dragon and the Blade of Light namens Fire Emblem: Shadow Dragon (jap. ファイアーエムブレム　新・暗黒竜と光の剣, Faiā Emuburemu: Shin Ankoku Ryū to Hikari no Tsurugi, auf Deutsch wörtlich: Fire Emblem: Der neue Drache der Dunkelheit und das Schwert des Lichts) entwickelt. Das Spiel wurde von Intelligent Systems entwickelt und von Nintendo weltweit veröffentlicht. In Europa erschien das Spiel am 5. Dezember 2008. Für das Virtual-Console-Programm der Wii U erschien eine Portierung des Spiels. Diese erschien in Europa am 2. Juli 2015.
Fire Emblem: Shadow Dragon erzählt dieselbe Handlung wie Fire Emblem: Shadow Dragon and the Blade of Light, enthält aber Neuerungen wie die Möglichkeit während einer Schlacht zu Speichern oder einen Online-Modus, um anderen Spielern eigene Einheiten auszuleihen. Der Online-Modus ist aber seit der Einstellung des Nintendo-Wi-Fi-Connection-Services im Jahr 2014 nicht mehr spielbar.

## Rezeption
Nach der Veröffentlichung von Fire Emblem: Shadow Dragon and the Blade of Light in Japan stieß das auf Kritik. Häufige Kritikpunkte waren, dass das Spiel schwer zu verstehen sei und die Grafik schlecht sei. Zu Verkaufsbeginn konnte das Spiel sich nur langsam verkaufen. Dennoch konnte das Spiel sich in Japan bis zum Jahr 2002 fast 330.000 Mal verkaufen.
Auf Fire Emblem: Shadow Dragon and the Blade of Light folgten weitere Spiele. So wurde der Nachfolger Fire Emblem Gaiden im Jahr 1992 in Japan für den Famicom veröffentlicht. Zwei Jahre später folgte ein weiterer Nachfolger Fire Emblem: Mystery of the Emblem in Japan für den Super Famicom, der die Geschichte um Marth fortsetzt.